# Tobergstjärnen, Jämtland
Tobergstjärnen är en sjö i Bräcke kommun i Jämtland och ingår i Ljungans huvudavrinningsområde.